# Daniel Sobkova
Daniel Sobkova (sinh ngày 17 tháng 7 năm 1985) là một cầu thủ bóng đá người Áo hiện tại thi đấu ở vị trí hậu vệ cho SC Austria Lustenau.